# Primer ministro de Uzbekistán
El primer ministro de la República de Uzbekistán (en uzbeko: O‘zbekiston bosh vaziri) es, junto con el Presidente de la República, el jefe de gobierno de la República de Uzbekistán. El primer ministro ejerce como jefe del Gabinete de Ministros junto a sus adjuntos, ministros y presidentes de los comités estatales, además del Jefe del Gobierno de la República de Karakalpakstán, región autónoma.
El actual primer ministro es Abdulla Aripov elegido por el presidente Mirziyoyev el 14 de diciembre de 2016.

## Características

### Elección
Para ocupar el cargo de Primer ministro, el Presidente debe nominar a un miembro del partido político o coalición de partidos con la mayoría de los escaños en las elecciones a la Cámara Legislativa (cámara baja) de la Asamblea Suprema. La candidatura será examinada por el Presidente y presesentada a la Asamblea Suprema  en el plazo de diez días (artículo 98).
El candidato a Primer ministro será investido si se obtiene más de la mitad de los votos del número total de diputados de la Cámara Legislativa y de los senadores en la cámara alta. 

### Mandato
La constitución uzbeka no determina el tiempo de mandato del Primer ministro pues su cargo depende de la voluntad presidencial así como de la cámara legislativa. 
En caso de que surjan contradicciones persistentes entre el Primer ministro y la Cámara Legislativa de la Asamblea Suprema, los diputados de esta cámara, cuyo número no sea inferior a un tercio de su número total,  pueden someter al Primer ministro a una moción de censura que se someterá a discusión en sesión conjunta de las dos cámaras. 
El voto de censura se considerará aprobado si lo aprueban no menos de dos tercios del número total de diputados de la Cámara Legislativa y de miembros del Senado. En este caso, el Presidente de la República  tomará la decisión de relevar al Primer ministro del cargo, y todo el Gabinete de Ministros. El nuevo candidato tendrá que someterse al mismo procedimiento de elección determinado por la Constitución.
No obstante, el Presidente de la República puede ejercer su facultad constitucional de nombrar a un Primer ministro interino si la Asamblea Suprema rechaza por dos veces al candidato propuesto. A continuación disolverá la cámara legislativa y convocará nuevas elecciones.

### Funciones constitucionales
Según la constitución uzbeka, en su artículo 98, el Gabinete de Ministros, de conformidad con la legislación vigente, emite resoluciones y ordenanzas vinculantes para todos los órganos, empresas, instituciones, organizaciones, funcionarios y ciudadanos de todo el territorio de la República de Uzbekistán.
El Primer Ministro, como jefe del Gabinete, organiza y dirige la actividad del Gabinete de Ministros, asume la responsabilidad personal de la eficacia de su trabajo, preside las sesiones del Consejo de Ministros, firma sus decisiones, por encargo del Presidente de la República de Uzbekistán representa al Gabinete de Ministros en las relaciones internacionales, ejerce otras funciones previstas en las leyes de la República de Uzbekistán, decretos, resoluciones y ordenanzas del Presidente de la República del país centroasiático. También garantiza la ejecución de cualquier orden dada por el presidente. Entre otras funciones, puede ejecutar o administrar el servicio civil, así como garantizar la aprobación de los proyectos de ley en el poder legislativo.
Tanto el primer ministro como su gabinete en su trabajo, son responsables ante el Presidente de la República y la Asamblea Suprema.

## Lista de primeros ministros (desde 1992)
| #   | Nombre                               | Nombre   | Nombre                                           | Inicio                  | Final                   | Partido  | Elecciones | Presidente                               | Presidente                  |
| --- | ------------------------------------ | -------- | ------------------------------------------------ | ----------------------- | ----------------------- | -------- | ---------- | ---------------------------------------- | --------------------------- |
| 1.º |                                      |          | Abdulhashim Mutalov Абдулҳошим Муталов (n. 1947) | 8 de enero de 1992      | 21 de diciembre de 1995 | PDPU     | [ 5 ]      |                                          | Islom Karimov (1990-2016)   |
| 2.º |                                      |          | Oʻtkir Sultonov Абдулҳошим Муталов (1939-2015)   | 21 de diciembre de 1995 | 12 de diciembre de 2003 | PDPU     | [ 5 ]      |                                          | Islom Karimov (1990-2016)   |
| 2.º |                                      |          | Shavkat Mirziyoyev Шавкат Мирзиёев (n. 1957)     | 12 de diciembre de 2003 | 14 de diciembre de 2016 | PDNA     | [ 5 ]      |                                          | Islom Karimov (1990-2016)   |
| 2.º |                                      |          | Shavkat Mirziyoyev Шавкат Мирзиёев (n. 1957)     | 12 de diciembre de 2003 | 14 de diciembre de 2016 | PDNA     | [ 5 ]      |                                          | Islom Karimov (1990-2016)   |
| 2.º | OʻzMTDP                              |          | Shavkat Mirziyoyev Шавкат Мирзиёев (n. 1957)     | 12 de diciembre de 2003 | 14 de diciembre de 2016 |          | [ 5 ]      |                                          | Islom Karimov (1990-2016)   |
| 2.º | Nigmatilla Yuldashev interino (2016) |          | Shavkat Mirziyoyev Шавкат Мирзиёев (n. 1957)     | 12 de diciembre de 2003 | 14 de diciembre de 2016 |          | [ 5 ]      |                                          |                             |
| 2.º |                                      | O'zlidep | Shavkat Mirziyoyev Шавкат Мирзиёев (n. 1957)     | 12 de diciembre de 2003 | 14 de diciembre de 2016 |          | [ 5 ]      | Él mismo como presidente interino (2016) |                             |
| 4.º |                                      |          | Abdulla Aripov (n. 1961)                         | 14 de diciembre de 2016 | en el cargo             | O'zLiDeP | [ 5 ]      |                                          | Shavkat Mirziyoyev (2016- ) |

### Fuente
- World Statesmen – Uzbekistán